# 在エスワティニ中華民国大使館
在エスワティニ中華民国大使館（繁体字中国語: 中華民國駐史瓦帝尼王國大使館、英語: Embassy of the Republic of China (Taiwan) in the Kingdom of Eswatini）は、中華民国（台湾）がエスワティニの首都ムババーネに設置している大使館である。

## 歴史
1968年9月6日、スワジランドの独立と同時に外交関係を樹立、同年11月21日に大使館が開設された。

## 住所
Makhosikhosi Street, Mbabane, Kingdom of Eswatini

## 大使
2018年8月30日、梁洪昇がムスワティ3世に信任状を捧呈して、爾後、特命全権大使を務めている。